# Bochwauri
Bochwauri – wieś w Gruzji, w regionie Guria, w gminie Ozurgeti. W 2014 roku liczyła 1056 mieszkańców.